# Rafael Concepción
Rafael Alexander Concepción Hernández, (Ciudad de Panamá, 24 de junio de 1982), más conocido como “El Torito”, Torito Concepción, o Rafael Concepción, es un                                                                 exboxeador y profesor de boxeo panameño. Comenzó su carrera cómo boxeador profesional a los 20 años, en 2002; y llegó a ser el campeón interino de peso supermosca de la WBA en 2008 convirtiéndose en el campeón mundial de boxeo masculino panameño número 26 Su pelea más memorable fue en 2008, ganando en el décimo asalto al filipino AJ “Bazooka” Banal. Tuvo el más corto reinado del boxeo panameño, ya que solo cuarenta y nueve días después (el 15 de septiembre del 2008), perdió la corona en la Ciudad de México ante Jorge “Travieso” Arce, por KO técnico

## Carrera
En 2019, Torito contó en su canal Facebook sus primeros pasos en el boxeo. Afirma que desde los 4 años, quiso ser boxeador. A los 16 años, en 1998, tuvo la oportunidad de hacer boxeo, pero a escondidas, sin que sus padres lo supieran. Una semana después de haber empezado a boxear, hizo su primera lucha contra un experimentado boxeador, y lo derribó en el segundo asalto; pero no consiguió vencerlo. En los primeros años de los 2000', Concepción tuvo bastante audiencia, lo que lo llevó a sus primeros éxitos. En estos años, Torito luchó casi exclusivamente con panameños, hasta que en 2007, Rafael luchó contra el profesional Jean Piero Pérez, de nacionalidad venezolana.

### 26 de julio de 2008: “Bazooka” vs. “El Torito”
El 26 de julio de 2008, Torito luchó la pelea que lo llevaría al éxito. En este día Torito hizo su primera lucha en el extranjero, en la ciudad de Cebú, Filipinas. En esta pelea, en el Cebú Coliseum, luchó contra el campeón nacional de las Filipinas Alexander John "Bazooka" Banal que hasta aquel momento, tuvo 19 luchas, de las cuales 18 las ganó y la primera en empate; es decir, ninguna derrota En aquel momento, Rafael luchó contra AJ Banal. En el tercer asalto, Banal le rompe la nariz a Torito; y en el séptimo le disloca la mandíbula. Torito, ya queriendo perder, fue motivado por un amigo; y luchó hasta el décimo asalto, cuando por fin noquea a Banal, siendo su segundo noqueo en su carrera

## Récord profesional
| 18 victorias (8 nocauts), 8 derrotas (5 nocauts), 1 empate |         |                        |      |               |            |                                            |                               |
| Res.                                                       | Récord  | Rival                  | Tipo | Rd., tiempo   | Día        | Lugar                                      | Notas                         |
| Derrota                                                    | 18-10-1 | Roberto Vásquez        | TKO  | 4 (10)        | 2015-08-08 | Montevideo, Uruguay                        | Última pelea antes del retiro |
| Derrota                                                    | 18-9-1  | Génesis Servania       | TKO  | 2 (12), 2:04  | 2013-10-26 | Cebú, Filipinas                            |                               |
| Victoria                                                   | 18-8-1  | Germán Lara            | UD   | 8 (8)         | 2013-08-03 | Arena Roberto Durán, Panamá                |                               |
| Victoria                                                   | 17-8-1  | Alejandro Corrales     | UD   | 6 (6)         | 2013-04-20 | Arena Roberto Durán, Panamá                |                               |
| Derrota                                                    | 16-7-1  | Liborio Solís          | UD   | 11 (11)       | 2011-10-22 | Panamá, Panamá                             |                               |
| Victoria                                                   | 16-6-1  | Luis Felipe Cuadrado   | UD   | 8 (8)         | 2011-05-27 | Panamá, Panamá                             |                               |
| Victoria                                                   | 15-6-1  | Álex Olea              | UD   | 8 (8)         | 2011-01-14 | Panamá, Panamá                             |                               |
| Derrota                                                    | 14-6-1  | Fernando Montiel       | KO   | 3 (12), 1:07  | 2010-07-17 | Chiapas, México                            |                               |
| Victoria                                                   | 14-5-1  | Sergio Gómez           | UD   | 10 (10)       | 2010-03-18 | Panamá, Panamá                             |                               |
| Derrota                                                    | 13-5-1  | Nonito Donaire         | UD   | 10 (10)       | 2009-08-15 | Hard Rock Hotel & Casino, Los Ángeles      |                               |
| Victoria                                                   | 13-4-1  | Kermin Guardia         | UD   | 8 (8)         | 2009-02-03 | Brooklyn Masonic Temple, Brooklyn          |                               |
| Victoria                                                   | 12-4-1  | Emerson Nisperusa      | TKO  | 2 (8), 1:20   | 2008-11-28 | Atlapa, Panamá                             |                               |
| Derrota                                                    | 11-4-1  | Jorge Arce             | RTD  | 9 (12), 3:00  | 2008-09-15 | Arena México, CDMX                         |                               |
| Victoria                                                   | 11-3-1  | AJ Banal               | KO   | 10 (12), 2:35 | 2008-07-26 | Cebú, Filipinas                            | Pelea que lo llevó al éxito   |
| Victoria                                                   | 10-3-1  | Jean Piero Pérez       | TKO  | 3 (10), 0:48  | 2008-03-27 | Atlapa, Panamá                             |                               |
| Victoria                                                   | 9-3-1   | Alberto Mitre          | TKO  | 10 (10), 1:32 | 2007-07-17 | Arena Roberto Durán, Panamá                |                               |
| Victoria                                                   | 8-3-1   | Jean Piero Pérez       | SD   | 10 (10)       | 2007-03-24 | Figali, Panamá                             |                               |
| Victoria                                                   | 7-3-1   | Ricardo Molina         | KO   | 4 (12), 3:00  | 2006-05-20 | Atlapa, Panamá                             |                               |
| Victoria                                                   | 6-3-1   | Javier Córdoba         | UD   | 6 (6)         | 2005-10-15 | Figali, Panamá                             |                               |
| Victoria                                                   | 5-3-1   | Ezequiel Asprilla      | TKO  | 2 (6), 2:59   | 2005-07-29 | Figali, Panamá                             |                               |
| Victoria                                                   | 4-3-1   | Ezequiel Asprilla      | UD   | 6 (6)         | 2005-06-03 | Arena Roberto Durán, Panamá                |                               |
| Derrota                                                    | 3-2-1   | Ricardo Molina         | SD   | 6 (6)         | 2004-11-13 | Jardín Nuevas Glorias Soberanas, Juan Díaz |                               |
| Victoria                                                   | 3-1-1   | Eduardo González       | UD   | 6 (6)         | 2004-06-19 | Arena Panamá Al Brown, Panamá              |                               |
| Victoria                                                   | 2-1-1   | Alexander Murillo      | TKO  | 3 (4)         | 2003-07-19 | Salón Magnum Eventus, Panamá               |                               |
| Empate                                                     | 1-1-1   | Luis Quiel             | TD   | 3 (4)         | 2003-03-28 | Magnum Eventus, Bella Vista                |                               |
| Derrota                                                    | 1-1-0   | Alexander Murillo      | TKO  | 2 (4)         | 2003-01-31 | Arena Panamá Al Brown, Panamá              |                               |
| Victoria                                                   | 1-0-0   | Carlos Alberto Murillo | TKO  | 2 (4)         | 2002-08-30 | Jardín La Macaraquena, 24 de diciembre     | Debut profesional             |

## Vida personal
Tiene dos hijos, la hija Allyson Nicole Concepción, que nació en noviembre de 2007 y con su actual pareja, Johany Juncá, tuvo un hijo en septiembre de 2011. Conoció a grandes campeones, como Rosendo Álvarez, Guillermo Jones y el gran Roberto "Manos de Piedra" Durán, uno de los boxeadores más importantes de la historia.